# Furios și iute 9
Furios și iute 9 (F9 în engleză) este un film american de acțiune regizat de Justin Lin și scris de Daniel Casey. Este o continuare a filmului The Fate of the Furious din 2017 și este al nouălea film din franciza Furios și iute și al zecelea lungmetraj, incluzând spin-off-ul Furios și iute: Hobbs & Shaw. Este primul film din franciză de la Mai furios, mai iute din 2003 care nu a fost scris de Chris Morgan și primul film de la Furios și iute 6 din 2013 care a fost regizat de Lin. Filmul îi distribuie pe Vin Diesel, John Cena, Michelle Rodriguez, Tyrese Gibson, Chris "Ludacris" Bridges, Jordana Brewster, Nathalie Emmanuel, Sung Kang, Helen Mirren și Charlize Theron.
În film, Toretto și echipa sa se reunesc pentru a opri un complot zguduitor care îl implică pe fratele său mai mic, Jakob (John Cena).
F9 a fost inițial programat pentru lansarea de către Universal Pictures pe 19 aprilie 2019, dar a fost amânat de mai multe ori, mai întâi din cauza lansării lui Hobbs & Shaw (2019) și a lansării planificate a filmului No Time to Die (2021), iar apoi de pandemia de COVID-19.   A fost lansat pentru prima dată în Coreea de Sud pe 19 mai 2021, pe 24 iunie - în Regatul Unit și pe 25 iunie în Statele Unite. Filmul a primit recenzii mixte de la critici, cu unele laude pentru cascadorii și regia lui Lin, în timp ce a fost criticat pentru secvențele sale de acțiune nerealiste și lipsa unei intrigi. A stabilit mai multe recorduri de box office pentru filmele lansate în timpul pandemiei și a încasat peste 726 de milioane de dolari la nivel mondial, devenind al cincilea film cu cele mai mari încasări din 2021. A fost urmat de Fast X în 2023.

## Sinopsis
Dom Toretto duce o viață liniștită alături de Letty și fiul său, micuțul Brian, cu toate că pericolul planează întotdeauna asupra orizontului lor pașnic. De data aceasta, amenințarea îl va forța pe Dom să-și înfrunte greșelile trecutului, pentru a-i putea salva pe cei pe care îi iubește cel mai mult. Echipajul său se reunește pentru a opri un complot periculos condus de cel mai priceput asasin și șofer profesionist pe care l-au întâlnit vreodată: un bărbat care se întâmplă să fie și fratele abandonat al lui Dom, Jakob. Pe parcurs, vechi prietenii vor fi readuse la viață, vechi dușmani se vor întoarce, istoria va fi rescrisă, iar adevăratul sens al familiei va fi testat mai mult ca niciodată.

## Legăturiexterne
- Site web oficial
- Furios și iute 9 la Internet Movie Database
- Furios si iute 9 Arhivat în 28 septembrie 2021, la Wayback Machine.